# Périgny (Allier)
Périgny es una comuna y población de Francia, en la región de Auvernia, departamento de Allier, en el distrito de Vichy y cantón de Lapalisse.
Su población en el censo de 1999 era de 404 habitantes.
Está integrada en la Communauté de communes du Pays de Lapalisse.

## Demografía
| 576 | 543 | 488 | 401 | 416 | 404 |
| Para los censos de 1962 a 1999 la población legal corresponde a la población sin duplicidades (Fuente: INSEE [Consultar]) |     |     |     |     |     |